# Kobiety pragną bardziej
Kobiety pragną bardziej (ang.: He's Just Not That Into You) – amerykańska komedia romantyczna z 2009 roku w reżyserii Kena Kwapisa.
W weekend otwierający emisję w Stanach Zjednoczonych wpływy ze sprzedaży biletów wyniosły 27 785 487 dolarów amerykańskich.

## Obsada
- Jennifer Aniston jako Beth
- Ben Affleck jako Neil
- Drew Barrymore jako Mary
- Ginnifer Goodwin jako Gigi
- Jennifer Connelly jako Janine
- Scarlett Johansson jako Anna
- Justin Long jako Alex
- Bradley Cooper jako Ben
- Kevin Connolly jako Connor
- Leonardo Nam jako Joshua
- Kris Kristofferson jako Beth's father
- Wilson Cruz jako Nathan
- Morgan Lily jako crying girl in park/ Young Gigi
- Natasha Leggero jako Amber

i inni.